# Osiel Cárdenas Guillén
 (décembre 2017).
Si vous disposez d'ouvrages ou d'articles de référence ou si vous connaissez des sites web de qualité traitant du thème abordé ici, merci de compléter l'article en donnant les références utiles à sa vérifiabilité et en les liant à la section « Notes et références ».
Osiel Cárdenas Guillén (né le 18 mai 1967 à Matamoros) est un ancien baron de la drogue mexicain et l'ancien leader du Cartel du Golfe. À l'origine mécanicien à Matamoros, sa ville natale, il entra dans le Cartel du Golfe en aidant Juan García Abrego, le capo de l'époque. Lorsque Garcia Ábrego a été arrêté en 1996, des luttes intestines ont éclaté au sein du cartel. Osiel Cárdenas a finalement pris le contrôle en tuant son ami et concurrent, Salvador Gomes, ce qui a valu à Cárdenas le surnom de "El Mata Amigos".
Alors que les affrontements avec les groupes rivaux s'intensifiaient, Osiel Cárdenas chercha et recruta plus de 30 déserteurs de l'élite de l'armée mexicaine Grupo Aeromóvil de Fuerzas Especiales (GAFE) pour faire partie de l'aile armée du cartel. Los Zetas, comme on les appelle, servait d'armée mercenaire privée du Cartel du Golfe.
Après une fusillade avec l'armée mexicaine en 2003, Osiel a été arrêté et emprisonné. En 2007, il a été extradé aux États-Unis et en 2010, il a été condamné à 25 ans de prison pour blanchiment d'argent, trafic de drogue, homicide et pour avoir menacé deux agents fédéraux américains en 1999.
Le frère d'Osiel, Mario Cárdenas Guillén, a travaillé pour le Cartel du Golfe, de même qu'un autre frère, Antonio Ezequiel Cárdenas Guillen, tué par des Marines mexicains le 5 novembre 2010. Il est actuellement emprisonné à l'ADX Florence jusqu'en 2025.

## Arrestation d'Ábrego
Après l'arrestation de Juan García Ábrego en 1996 par les autorités mexicaines et son extradition vers les États-Unis, son frère Humberto García Ábrego a tenté de prendre la tête du Cartel du Golfe, mais a finalement échoué dans sa tentative.  Il n'avait pas les compétences de leadership ni le soutien des fournisseurs de drogue colombiens. En outre, il était sous observation et était largement connu. Il devait être remplacé par Óscar Malherbe de León et Raúl Valladares del Ángel, jusqu'à leur arrestation peu de temps après, arrestation entraînant plusieurs lieutenants du cartel à se battre pour la direction. 
Malherbe a tenté de corrompre les fonctionnaires avec 2 millions de dollars pour sa libération, mais ils ont refusé. Hugo Baldomero Medina Garza, connu sous le nom de El Señor de los Tráilers, est considéré comme l'un des membres les plus importants dans la réorganisation du Cartel du Golfe. Il a été l'un des hauts responsables du cartel pendant plus de 40 ans, trafiquant environ 20 tonnes de cocaïne aux États-Unis chaque mois. Sa chance s'est terminée en novembre 2000 lorsqu'il a été capturé à Tampico et emprisonné à La Palma à Almoloya de Juárez. 
Après l'arrestation de Medina Garza, son cousin Adalberto Garza Dragustinovis a fait l'objet d'une enquête pour avoir prétendument fait partie du cartel du Golfe et avoir blanchi de l'argent, mais l'affaire est toujours ouverte. Le suivant a été Sergio Gómez alias El Checo, mais son leadership a été de courte durée lorsqu'il a été assassiné en avril 1996 à Valle Hermoso, Tamaulipas. Après cela, Osiel a pris le contrôle du cartel en juillet 1999 après avoir assassiné Salvador Gómez Herrera alias El Chava, co-dirigeant du Cartel du Golfe et ami proche de lui, gagnant son nom en tant que Mata Amigos

## L'ère de Cárdenas et Los Zetas
En 1997, le cartel du Golfe a commencé à recruter du personnel militaire que Jesús Gutiérrez Rebollo, un général de l'armée de l'époque, avait désigné comme représentant des bureaux du PGR dans certains États du Mexique. Après son emprisonnement peu de temps après, Jorge Madrazo Cuéllar a créé le Système national de sécurité publique (SNSP), pour combattre les cartels de la drogue le long de la frontière américano-mexicaine. Après qu'Osiel Cárdenas a pris le contrôle total du Cartel du Golfe en 1999, il s'est retrouvé dans une lutte sans limite pour maintenir son organisation et son leadership notoires, et a cherché des membres des forces spéciales de l'armée mexicaine pour devenir l'armée du Cartel du Golfe.  Son but était de se protéger des cartels de la drogue rivaux et de l'armée mexicaine, afin d'accomplir des fonctions vitales en tant que leader du cartel de drogue le plus puissant au Mexique.  Parmi ses premiers contacts se trouvait Arturo Guzmán Decena, un lieutenant de l'armée qui aurait été demandé par Osiel Cárdenas pour chercher les «meilleurs hommes possibles». Par conséquent, Guzmán Decenas a déserté des forces armées et a formé plus de 30 déserteurs, une partie de la nouvelle aile paramilitaire criminelle de Cárdenas.  Ils étaient attirés par des salaires beaucoup plus élevés que ceux de l'armée mexicaine. Jaime González Durán, Jesús Enrique Rejón Aguilar, et Heriberto Lazcano, ont été tués en 2012 alors qu'ils étaient les chefs suprêmes de Los Zetas. La création de Los Zetas amena une nouvelle ère de trafic de drogue au Mexique, et Cárdenas ne savait pas très bien qu'il était en train de créer le cartel de la drogue le plus dangereux du pays . Entre 2001 et 2008, l'organisation du Cartel du Golfe et Los Zetas a été collectivement connue comme La Compañía (La Compagnie)
L'une des premières missions de Los Zetas a été d'éradiquer Los Chachos, un groupe de trafiquants de drogue sous les ordres du Cartel Milenio, qui a contesté les couloirs de drogue de Tamaulipas avec le Cartel du Golfe en 2003. Ce gang était contrôlé par Dionisio Román García Sánchez alias El Chacho, qui avait décidé de trahir le Cartel du Golfe et de changer son alliance avec le Cartel de Tijuana; Cependant, il a finalement été tué par Los Zetas.  Une fois qu'Isiel Cárdenas Guillen a consolidé sa position et sa suprématie, il a élargi les responsabilités de Los Zetas, et au fil des ans, ils sont devenus beaucoup plus importants pour le Cartel du Golfe. Ils ont commencé à organiser des enlèvements, à imposer des taxes, à recouvrer des dettes et à gérer des rackets de protection, à contrôler les activités d'extorsion et à sécuriser les routes d'approvisionnement et de trafic de cocaïne appelées «zones» et à exécuter leurs ennemis, ce qui était une sauvagerie grotesque.  En réponse à la montée en puissance du Cartel du Golfe, le rival Sinaloa Cartel [28] établit un groupe d'exécution bien armé et bien formé, connu sous le nom de Los Negros.  Le groupe fonctionnait comme Los Zetas, mais avec moins de complexité et de succès. Il y a un cercle d'experts qui croient que le début de la guerre contre la drogue mexicaine n'a pas commencé en 2006 (quand Felipe Calderón a envoyé des troupes à Michoacán pour arrêter la violence croissante), mais en 2004 dans la ville frontalière de Nuevo Laredo. Cartel et Los Zetas combattirent le Cartel de Sinaloa et Los Negros.  La mort d'Arturo Guzmán Decena (2002),  et la capture de Rogelio González Pizaña (2004),  le deuxième en ligne, ont marqué l'occasion pour Heriberto Lazcano de prendre en charge Los Zetas. Après l'arrestation du chef du cartel du Golfe Osiel Cárdenas Guillen en 2003 et son extradition en 2007, le panorama de Los Zetas a changé. Ils ont commencé à devenir synonymes du Cartel du Golfe, et leurs influences se sont accrues au sein de l'organisation. Los Zetas a commencé à se développer indépendamment du Cartel du Golfe, et finalement une rupture s'est produite entre eux au début de 2010

## La rencontre de Cárdenas avec des agents des États-Unis
Dans un après-midi de novembre 1999, Cárdenas a appris qu'un informateur du Cartel du Golfe était transporté par Matamoros, Tamaulipas, par le FBI et la DEA.  Selon l'histoire mentionnée dans les interviews 11 ans après cet incident de vie ou de mort, l'agent de la DEA Joe DuBois et l'agent du FBI Daniel Fuentes circulaient dans une Ford Bronco blanche avec des plaques diplomatiques dans les rues de Matamoros, Tamaulipas. Pendant des années, tous deux travaillaient à la désarticulation des cartels au Mexique et tous deux savaient comment les cartels de la drogue travaillaient au sud de la frontière. Sur le siège arrière de la voiture, un informateur mexicain d'un journal local sur la couverture de la criminalité a guidé les deux agents et leur a fait visiter les routes de la drogue et les maisons des barons de la drogue de la ville. Ils ont même croisé la maison de Cárdenas, un manoir de couleur rose avec de hauts murs, des caméras de sécurité, des gardes armés et des tireurs d'élite. En quelques instants, selon DuBois, une Lincoln Continental les prenait en filature, puis une camionnette volée avec des plaques texanes.  Les agents fédéraux ont été isolés et entourés d'au moins cinq véhicules, dont un conduit par un ancien policier de l'État. À quelques mètres du département de police de Matamoros, les agents étaient entourés d'un convoi d'hommes armés du Cartel du Golfe, qui comprenait Costilla Sánchez.  Certains portaient des uniformes de la police et de l'armée.  A proximité, d'autres hommes, également en uniforme de police, dirigèrent la circulation. Cadenas et ses hommes interceptèrent et encerclèrent le véhicule dans une rue publique et exigèrent que l'informateur lui soit remis.  Selon les deux agents, les sicarios du cartel du Golfe étaient plus nombreux que les autres. Leur seule issue était de parler de leur sortie.  Cárdenas arriva quelques secondes plus tard dans une Jeep Cherokee blanche, s'approchant des deux agents. Dans sa ceinture, il portait un pistolet Colt avec une crosse en or; dans ses mains, un AK-47 plaqué or.  Cárdenas pilonna la Ford Bronco et demanda calmement l'informateur. Fuentes envoya son badge du FBI, donnant un sourire à Cárdenas. Dans un discours continu, Cárdenas a dit aux agents qu'il leur tirerait dessus s'ils ne se rendaient pas. Les deux agents ont refusé de le faire, disant qu'ils étaient morts de toute façon. Il leur a donné un autre choix: remettre l'informateur. Encore une fois, ils ont refusé
DuBois, qui a grandi au Mexique et était policier dans la ville voisine de Brownsville, au Texas, se souvient que Cárdenas "se fichait de savoir qui ils étaient", alors que DuBois lui répondait: "Tu ne te soucies pas maintenant, mais demain et le jour suivant et le reste de votre vie, vous regretterez tout ce que vous pourriez faire en ce moment ... Vous préparez à faire 300 000 ennemis. " Ensuite, Fuentes a rappelé à Cárdenas comment les Etats-Unis ont lancé une vaste chasse à l'homme. après l'enlèvement, la torture et l'assassinat de l'agent de la DEA Enrique Camarena en 1985 au Mexique. Tous les tueurs et les complices ont été capturés dans cette opération américaine. Après une impasse, DuBois et Fuentes, avec leur informateur, ont été libérés.  Les deux agents et l'informateur se sont rendus à Brownsville, au Texas. Quant à Cárdenas, le gouvernement américain avait fait du tort au gouvernement mexicain, qui avait fait pression sur le gouvernement mexicain pour qu'il appréhende Cárdenas. Les deux agents, Joe DuBois et Daniel Fuentes, ont été reconnus par le procureur général des États-Unis pour leur «héroïsme exceptionnel», et les deux sont toujours au travail.  L'informateur mexicain vit quelque part aux États-Unis

## Sanction de la loi sur le piratage
Le 1er juin 2001, le Département du Trésor des États-Unis a sanctionné Cárdenas Guillén en vertu de la loi sur les stupéfiants étrangers (parfois dénommée la «loi Kingpin») pour son implication dans le trafic de drogue avec onze autres criminels internationaux. ] La loi interdisait aux citoyens et aux entreprises des États-Unis d'exercer toute activité commerciale avec lui, et gelait pratiquement tous ses actifs aux États-Unis.

## Arrestation et extradition de Cárdenas
Osiel Cárdenas a été extradé aux États-Unis.
Osiel Cárdenas Guillén a été capturé dans la ville de Matamoros, Tamaulipas, le 14 mars 2003 lors d'une fusillade entre l'armée mexicaine et des hommes armés du Golfe. Il était l'un des dix fugitifs les plus recherchés par le FBI, qui offrait deux millions de dollars pour sa capture. Selon les archives du gouvernement, cette opération militaire de six mois a été planifiée et menée en secret. Les seules personnes informées étaient le président Vicente Fox, le secrétaire à la Défense du Mexique, Ricardo Clemente Vega García, et le procureur général du Mexique, Rafael Macedo de la Concha. Après sa capture, Osiel Cárdenas a été envoyé à la prison fédérale de haute sécurité de La Palma. Le 1er mai 2008, alors qu'il était encore en prison, Cárdenas a organisé une fête pour 2 000 personnes à Ciudad Acuña, Coahuila, avec des banderoles, des poneys, des clowns, de la nourriture et de la musique. Cependant, on croyait que Cárdenas contrôlait toujours le Cartel du Golfe depuis la prison, et fut plus tard extradé en 2007 aux États-Unis, où il fut condamné à 25 ans de prison à Houston, Texas pour blanchiment d'argent, trafic de drogue, menaces d'homicide et de mort contre des agents fédéraux américains. Des rapports du PGR et d'El Universal affirment que, pendant leur détention, Osiel Cárdenas et Benjamín Arellano Félix, du Cartel de Tijuana, ont formé une alliance. De plus, par des notes manuscrites, Osiel donna des ordres sur le mouvement des drogues le long du Mexique et des États-Unis, des exécutions approuvées et des formulaires signés pour permettre l'achat de forces de police. Et tandis que son frère Antonio Cárdenas Guillén dirigeait le Cartel du Golfe, Osiel donnait encore des ordres vitaux à La Palma à travers les messages de ses avocats et gardes
L'arrestation et l'extradition d'Osiel ont toutefois poussé plusieurs hauts lieutenants du Golfe du Cartel et des Zetas à se battre contre d'importants couloirs de drogue vers les États-Unis, en particulier les villes de Matamoros, Nuevo Laredo, Reynosa et Tampico - tous situés dans état de Tamaulipas. Ils se sont également battus pour les villes côtières d'Acapulco, Guerrero et Cancún, Quintana Roo; la capitale de l'État de Monterrey, Nuevo León, et les États de Veracruz et San Luis Potosí.  Grâce à sa violence et à son intimidation, Heriberto Lazcano a pris le contrôle de Los Zetas et du Cartel du Golfe après l'extradition de Cardenas.  Les lieutenants qui étaient autrefois fidèles à Cárdenas ont commencé à suivre les ordres de Lazcano, qui a essayé de réorganiser le cartel en nommant plusieurs lieutenants pour contrôler des territoires spécifiques. Morales Treviño a été nommé pour surveiller Nuevo León,  Jorge Eduardo Costilla Sánchez à Matamoros,  Héctor Manuel Sauceda Gamboa, surnommé El Karis, a pris le contrôle de Nuevo Laredo,  Gregorio Sauceda Gamboa, connu comme El Goyo, avec son frère Arturo, a pris le contrôle de la place Reynosa;  Arturo Basurto Peña, alias El Grande, et Iván Velásquez Caballero alias El Talibán ont pris le contrôle de Quintana Roo et Guerrero; Alberto Sánchez Hinojosa, alias Comandante Castillo, a pris le contrôle de Tabasco.  Cependant, les désaccords continus conduisaient le Cartel du Golfe et Los Zetas à une rupture inévitable.

## États-Unis contre Cárdenas-Guillén
En 2007, Osiel Cárdenas a été extradé aux États-Unis et inculpé de complots pour trafic de grandes quantités de marijuana et de cocaïne, en violation de la «loi sur la poursuite de l'entreprise criminelle» (également connue sous le nom de «loi sur les stupéfiants»). pour avoir menacé deux agents fédéraux américains.  La confrontation des deux agents avec le baron de la drogue en 1999 dans la ville de Matamoros, Tamaulipas conduit les États-Unis à inculper Cárdenas et à faire pression sur le gouvernement mexicain pour le capturer.  En 2010, il a finalement été condamné à 25 ans de prison après avoir été accusé de 22 accusations fédérales , la salle d'audience était fermée à clé et le public empêché d'assister à la procédure.  La procédure s'est déroulée devant le tribunal de district des États-Unis du district sud du Texas, dans la ville frontalière de Brownsville, au Texas. Cárdenas a été isolé de l'interaction avec d'autres prisonniers dans la prison supermax où il se trouve. Près de 30 millions de dollars des actifs de l'ancien seigneur de la drogue ont été distribués entre plusieurs organismes d'application de la loi texans.  En échange d'une peine de 25 ans d'emprisonnement, il a accepté de collaborer avec des agents des États-Unis pour obtenir des renseignements.  La Cour fédérale américaine a adjugé deux hélicoptères appartenant à Osiel Cárdenas à la Banque de développement du Canada et au Financement d'équipement de General  Electrics Canada respectivement, et tous deux ont été achetés du «produit de la drogue».